# Eretmocerus sculpturatus
Eretmocerus sculpturatus är en stekelart som beskrevs av Hayat 1998. Eretmocerus sculpturatus ingår i släktet Eretmocerus och familjen växtlussteklar. Inga underarter finns listade i Catalogue of Life.